# Messe Stuttgart
Die Messe Stuttgart ist ein Ausstellungsgelände nahe der baden-württembergischen Landeshauptstadt Stuttgart. Mit einer Hallenkapazität von knapp 120.000 m² ist sie die achtgrößte deutsche Messe.

## Lage und Verkehrsanbindung

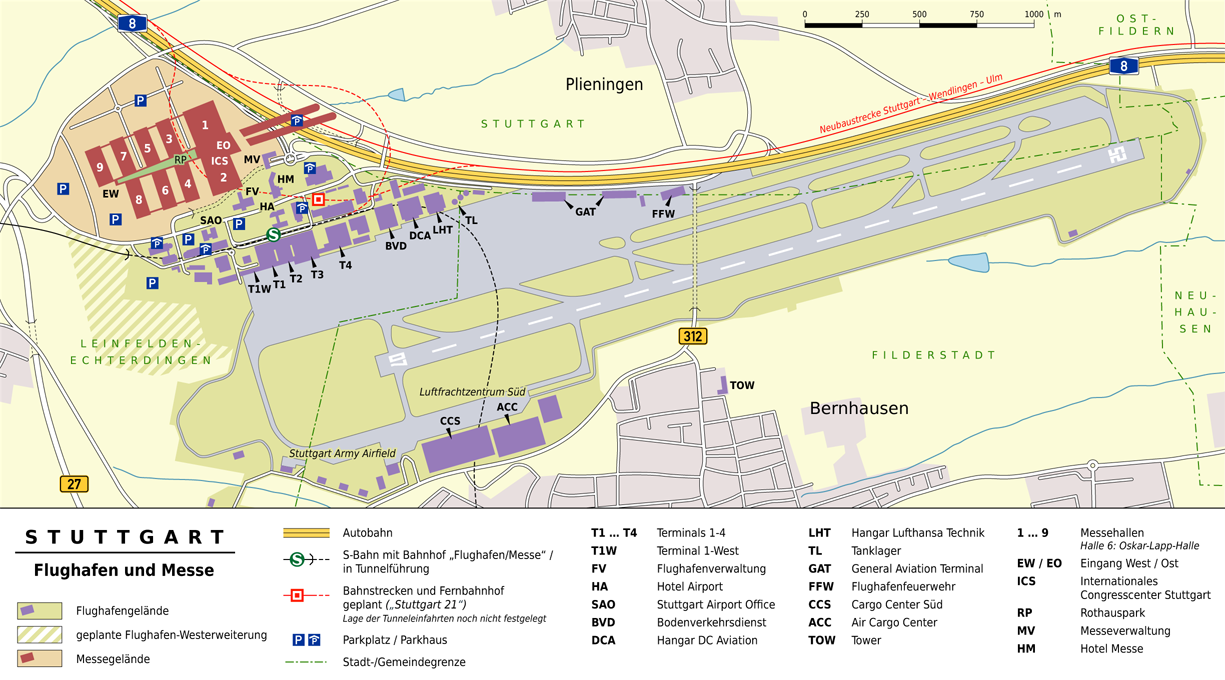
Karte der Messe und des Flughafens Stuttgart

Die Messe Stuttgart befindet sich rund zehn Kilometer südlich der Stuttgarter Innenstadt auf Gemarkung der Stadt Leinfelden-Echterdingen im Landkreis Esslingen. Das Gelände, auf dem die Messe gebaut wurde, liegt zwischen der A 8 und der B 27, die die Straßenverkehrsanbindung übernehmen, sowie dem Flughafen Stuttgart.
Die Nahverkehrsanbindung an Stuttgart, die Nachbarstädte Filderstadt und Leinfelden-Echterdingen sowie die nördliche Region stellen die S-Bahn-Linien S2 und S3 über den Bahnhof Stuttgart Flughafen/Messe sicher. Im Rahmen des Projekts Stuttgart 21 sollen die Messe und der Flughafen zukünftig außerdem über den Fernbahnhof Stuttgart Flughafen im Stuttgarter Flughafentunnel an die Schnellfahrstrecke Stuttgart–Wendlingen(–Ulm) angeschlossen werden.
Der Anschluss an das Stadtbahnnetz war am 11. Dezember 2021. Die Linie U6 wurde von Fasanenhof Schelmenwasen bis zur neuen Endhaltestelle Flughafen/Messe verlängert, die nördlich der Flughafenstraße auf Höhe der Messepiazza und den Terminals 1/2 entstanden ist. Zusätzlich gibt es den Haltepunkt Messe West.
Buslinien verkehren von und nach Esslingen (122), Kirchheim unter Teck (X10), Leonberg (X60), Reutlingen (X3) und Tübingen (828). An das Stuttgart Airport Busterminal (SAB) bestehen nationale und internationale Fernbusverbindungen.

## Geschichte

### Ehemaliges Messegelände Killesberg

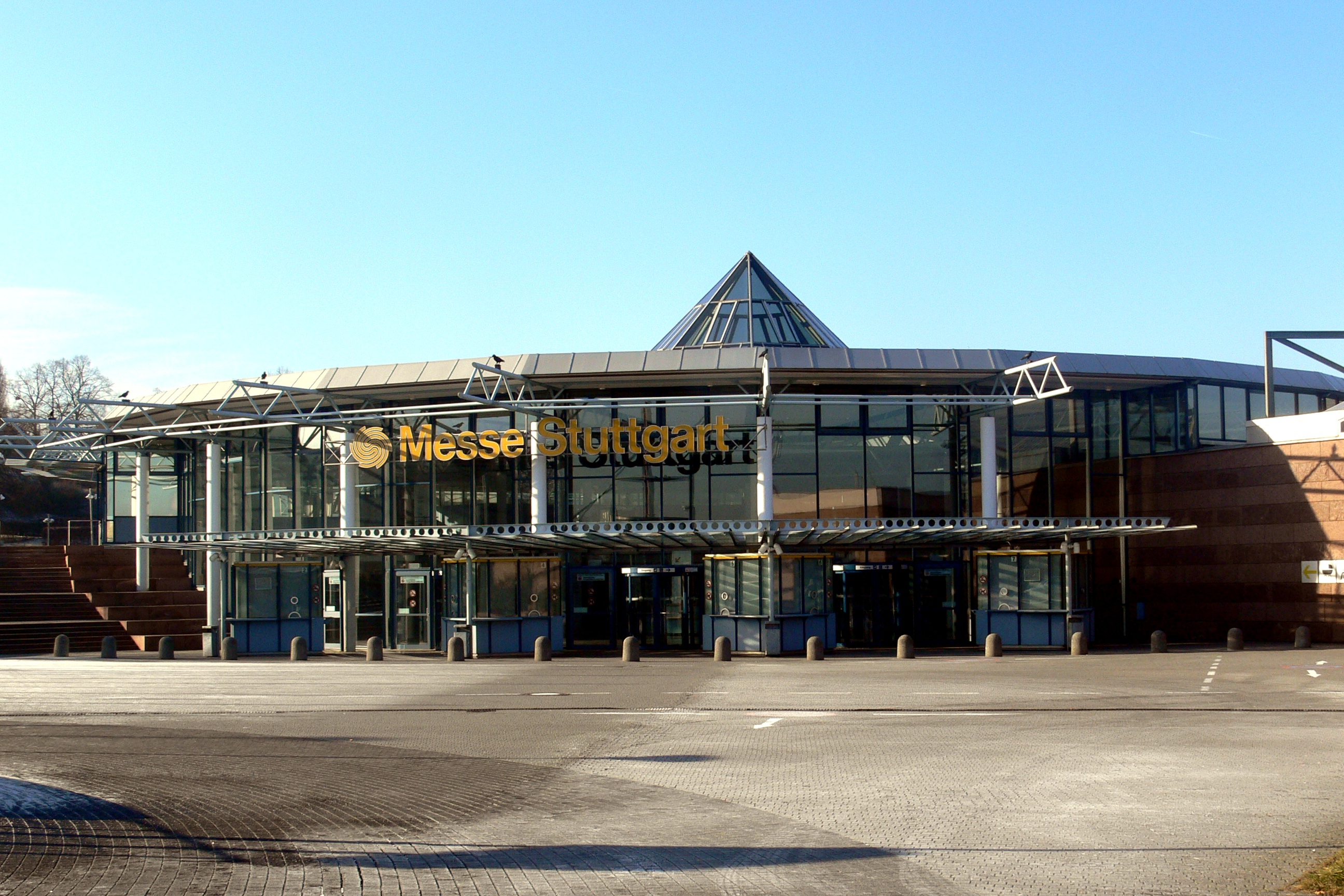
Ehemaliges Messegelände

Auf dem früheren Messegelände Killesberg wurden bis 2007 über 50 Jahre lang nationale und  internationale Fachmessen und Ausstellungen abgehalten. Mit der Messe „Babywelt Stuttgart“ vom 5. bis zum 7. Oktober 2007 auf dem bereits teilweise abgebrochenen Messegelände ging eine jahrzehntelange Ära zu Ende.
Das ehemalige Messegelände bestand bei einer Gesamtgröße von ca. 54.500 m² aus insgesamt 13 Hallen unterschiedlicher Größe sowie dem Messe-Congresscentrum A/B.
Über die Stadtbahnlinie U7 war die Messe Killesberg in fünf Minuten vom Stuttgarter Hauptbahnhof erreichbar. Die Linie war auf hohe Verkehrsleistung ausgelegt durch 10-Minuten-Takt und Doppeltraktion. Heute verkehrt die U5 dorthin, aber nur noch im 20-Minuten-Takt.
Aufgrund ihrer eingeengten Lage zwischen Wohngebieten und dem Höhenpark Killesberg litt die Messe unter großen Verkehrsproblemen. Eine räumliche Erweiterung war auf dem Killesberg nicht möglich.
Im Dezember 2006 wurde das Konzept für die Nachnutzung der Flächen des alten Messegeländes durch den Stuttgarter Gemeinderat verabschiedet. Auf Teilen des Geländes entstanden ein Wohnstift für ältere Menschen („Augustinum Stuttgart II“), Einzelhandel, Dienstleister und Wohnungen. Des Weiteren wurde der Höhenpark Killesberg erweitert. Außerdem wurde das alte Messeparkhaus „Rote Wand“ abgerissen.
Am 26. August 2007 begannen mit dem Abbruch der Verbindungsbrücke über der Stresemannstraße, zwischen den Hallen 10 und 11, die Abrissarbeiten auf dem alten Messegelände. Heute ist von der Messe auf dem Killesberg nichts mehr zu sehen.

### Neue Messe

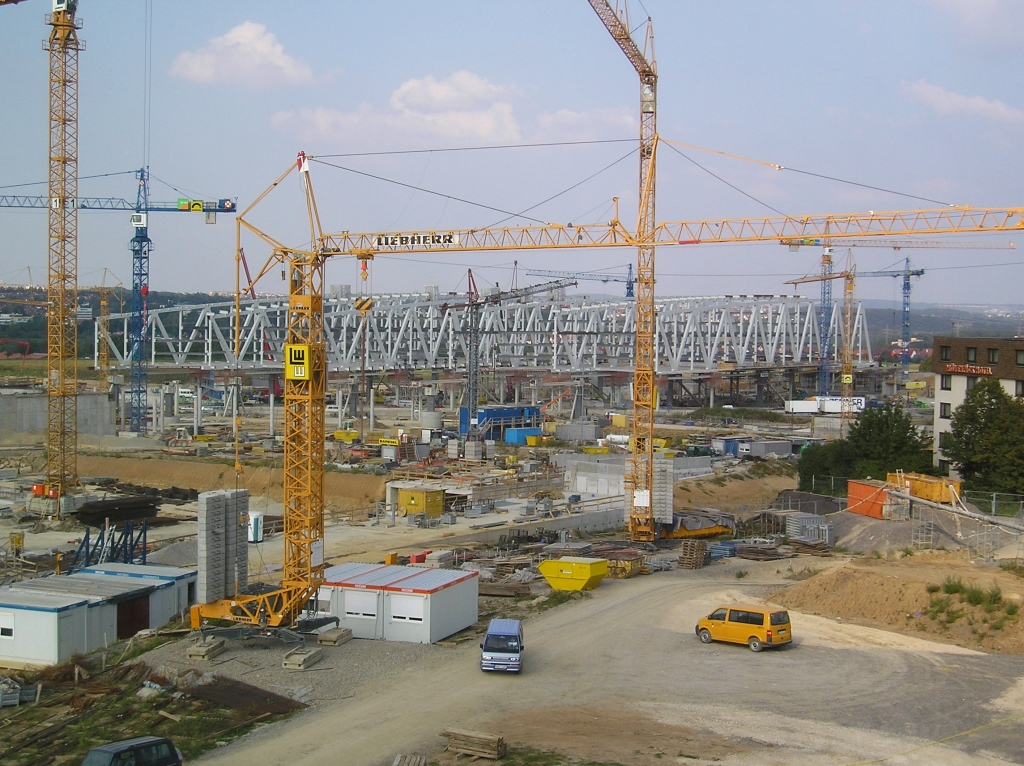
Baustelle der Neuen Messe (Parkhaus über der A 8)

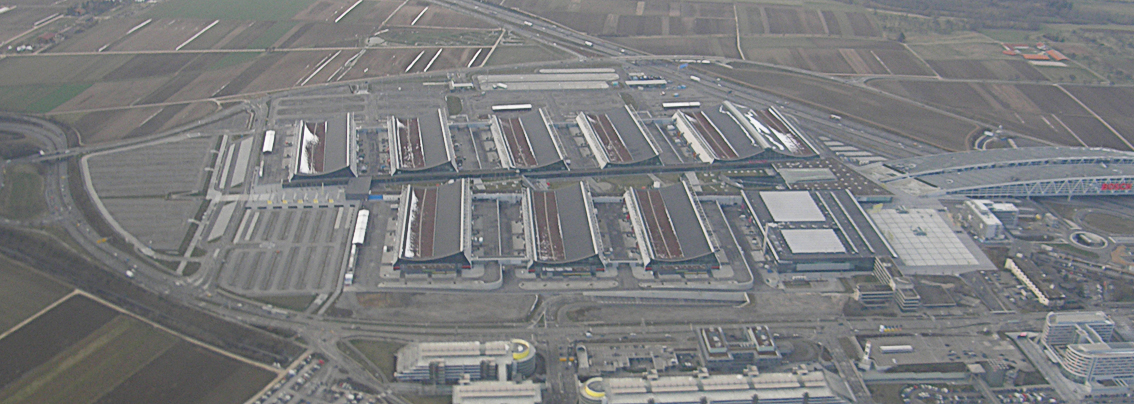
Die Neue Messe von oben

Die Planungen für einen Neubau der Stuttgarter Messe reichen in das Jahr 1993 zurück, als ein Standortgutachten die Lage zwischen der A 8 und dem Flughafen Stuttgart als optimal ausweist. Ende 1996 fanden erste Verhandlungen statt, die benötigten Grundstücke zu erwerben. Die betroffenen Landwirte und die Stadt Leinfelden-Echterdingen lehnten den Messebau ab, der die Versiegelung von rund 100 Hektar besonders fruchtbarer Filderböden bedeutete.
Anfang der 1990er Jahre wurden die geschätzten Kosten mit etwa 300 Millionen Euro beziffert. Das erste Finanzierungskonzept der Stuttgarter Messe- und Kongressgesellschaft von 1997 sah einen Rahmen von einer Milliarde DM (rund 511 Millionen Euro). Danach sollte das Land 150 Millionen Euro Schuldendiensthilfen leisten.
Im Dezember 1998 verabschiedete der Landtag von Baden-Württemberg das so genannte Landesmessegesetz. Dieses bildete die Grundlage für das Genehmigungsverfahren für den Bau der Neuen Messe Stuttgart.
Als Bauträger und Eigentümer fungiert die Neue Messe GmbH & Co. KG, als Betreibergesellschaft fungiert die Landesmesse Stuttgart GmbH. Das Land hält über die Beteiligungsgesellschaft des Landes Baden-Württemberg 45 Prozent der Anteile an der Projektgesellschaft und ist zur Hälfte an der Betreibergesellschaft beteiligt. Die Projektgesellschaft wurde von 1998 bis 2007 von Ulrich Bauer geführt.
Am 11. Februar 2000 ging aus einem zweistufigen Wettbewerb mit 108 Teilnehmern der Entwurf des Stuttgarter Architekturbüros Wulf & Partner als Sieger hervor. Dieses Büro wurde im Anschluss mit der Planung und Ausführung des Objektes betraut. Die Projektsteuerung für das Vorhaben wurde von Drees & Sommer übernommen.
Das Planfeststellungsverfahren wurde am 2. Juli 2001 gestartet. Mit dem Baubeginn wurde für 2003, mit der Eröffnung für Herbst 2006 gerechnet. Es gab mehrere Demonstrationen von Naturschützern gegen die Bebauung einer der ertragreichsten landwirtschaftlichen Nutzflächen in Baden-Württemberg und von Landwirten, welche um ihre Existenz fürchteten. Viele der Grundstückseigentümer erhielten zwar finanziell oder in Form neuer Grundstücke eine Entschädigung, diese blieb jedoch nach Ansicht mehrerer Eigentümer weit unter dem Marktwert der jeweiligen Grundstücke. So kam es immer wieder zu langwierigen Prozessen, welche in allen Fällen zu Gunsten des Landes entschieden wurden.
Aufgrund gestiegener Kosten und niedrigerer Einnahmeerwartungen wurde 2001 ein neues Finanzierungskonzept erstellt und eine entsprechende Finanzierungsvereinbarung im Juli 2002 über 805,79 Millionen Euro unterzeichnet. Darin waren keine Reserven für Preissteigerungen und Unvorhergesehenes und keine Finanzierungskosten des Bauherrn enthalten. Die Finanzierung sollte aus Bundes-, Landes- und kommunalen Mitteln ebenso erfolgen wie aus Mitteln des Verbandes Region Stuttgart, des Flughafens und der Wirtschaft.
Im Sommer 2004 fand ein außerordentlicher Vergleich zwischen der Landesregierung und den noch verbliebenen Grundstückseigentümern statt, sodass im September 2004 mit dem Bau der Neuen Messe begonnen werden konnte. Der Grundstein wurde am 15. Juni 2005 gelegt. Am 25. September 2006 wurde das Richtfest gefeiert.
Am 13. Juni 2007 fand mit der „Blechexpo“ die provisorische Eröffnung der Neuen Messe statt. Am 19. Oktober 2007 wurde die neue Landesmesse in Anwesenheit von Bundespräsident Horst Köhler feierlich eingeweiht.
Im Mai 2011 wurden die Kosten des Projekts mit rund 816 Millionen Euro angegeben. 18 Millionen Euro Kosten, die den Projektkosten zugerechnet werden müssten, wurden außerhalb der Finanzierungsplanung und außerhalb des Budgets abgerechnet. Verschiedene in der ursprünglichen Kostenrechnung enthaltene Positionen wurden nicht oder in vereinfachter Form realisiert. Zusammen mit den Verkehrsbauwerken und dem Verwaltungsgebäude ergeben sich Gesamtkosten von rund einer Milliarde Euro.
Laut Angaben des Landesrechnungshofs Baden-Württemberg, wurden im Jahr 2011 55 Messen an 107 Messetagen veranstaltet. An 258 Tagen fanden demnach keine Messen statt. Die Geschäftsführung der Messe Stuttgart stellte dem gegenüber, dass zu jeder Messe Auf- und Abbautage dazugehören, die durch den Landesrechnungshof nicht berücksichtigt wurden. So bezifferte der Sprecher der Geschäftsführung Ulrich Kromer die Auslastung der Hallen auf 190 bis 260 Tage (je nach Halle), bei rund 365 Tagen im Jahr, abzüglich von rund 90 Ferien- und Feiertagen.
Die Messegesellschaft baute von 2016 bis 2018 eine weitere Halle (Paul-Horn-Halle) auf dem Messegelände. Hierzu wurden Teile des großen Messeparkplatzes verwendet. Die Finanzierung der Erweiterung erfolgt aus eigenen Mitteln. Die neue Halle ist 153 Meter lang und 95 Meter breit und besitzt eine Bruttogeschossfläche von 25.000 m² und eine Ausstellungsfläche von 14.600 m². Die Investitionskosten für den Entwurf des Büros Wulf Architekten beliefen sich auf rund 67,5 Millionen Euro. Der Baubeginn der neuen Messehalle sowie des neuen Westeingangs erfolgte im Januar 2016, die Fertigstellung und feierliche Einweihung fand zum Start der Caravan, Motor und Touristik im Januar 2018 statt.
2018 kamen mehr als 1,36 Millionen Besucher auf das Stuttgarter Messegelände. Mit rund 178 Millionen Euro erwirtschaftete die Landesmesse Stuttgart GmbH den höchsten Gesamtertrag der Unternehmensgeschichte, zudem erreichte sie ihre bisher höchsten Werte bei Ausstellerzahlen (23.571) und Nutzungsintensität des Messegeländes (Hallenumschlagfaktor 15,7).
Aufgrund der COVID-19-Pandemie in Deutschland kündigte die Messe Stuttgart im September 2020 an, im Jahr 2021 Zuschüsse ihrer Eigner zu benötigen. Die Messegesellschaft rechnet für 2020 mit einem Verlust von 25 Millionen. Die Gesellschafter Stadt und Land erklärten sich Ende 2020 bereit, Bankkredite von bis zu 33 Millionen jeweils zur Hälfte mit Bürgschaften abzusichern. Darüber hinaus erhält die Projektgesellschaft Neue Messe von den Gesellschaften einen Zuschuss von 40 Millionen Euro, um erwartete Pachtausfülle zu kompensieren. Mit einem Defizit von 18 Millionen Euro und nur 25 Prozent des geplanten Umsatzes wurde 2020 zum wirtschaftlich schlechtesten Jahr in der Geschichte der Messe. 2021 sollen Umsatz und Ergebnis nochmals schlechter ausfallen. 2024 sollen wieder schwarze Zahlen geschrieben werden. Mitte 2021 plant die Messe, erstmals die gewährte Bürgschaft zu nutzen.
Mit Wirkung auf Ende August 2024 wurde die Betreibergesellschaft Landesmesse Stuttgart GmbH auf die Projektgesellschaft Neue Messe GmbH & Co. KG verschmolzen. Die so entstandene neue Firma führt die Bezeichnung Landesmesse Stuttgart GmbH & Co. KG.

## Bauten

### Messehallen
Die vom Stuttgarter Büro Wulf Architekten entworfene Messe weist sieben mittelstützenfreie Standardhallen von jeweils 10.500 m², die Halle 10 (Paul-Horn-Halle) mit 14.600 m² und eine Hochhalle mit einer Bruttoausstellungsfläche von 26.800 m² auf, in der auch Sport- und Kulturveranstaltungen stattfinden können.
Das Kommunikations- und Veranstaltungszentrum der Landesmesse ist das Internationale Congresscenter ICS an der Messepiazza. Zu ihm gehören eine Kongress- und Messehalle (4.900 m²), ein Kongresssaal (2.600 m²) sowie eine durch ein flexibles Wandsystem variable Anzahl von bis zu 25 Tagungs- und Konferenzräumen (insgesamt 1.700 m²). Die Gesamtkapazität beträgt 10.000 Plätze.
Mit der Fertigstellung der Halle 10 (Paul-Horn-Halle), die von 68 Meter langen Holzleimbindern überspannt wird (die Stützkonstruktionen der anderen Hallen bestehen aus Stahl), verfügt die Messe Stuttgart insgesamt über eine Ausstellungsfläche von rund 120.000 m².
Die Anbindung der Stadtbahnlinie U6 an den von 2016 bis 2018 geplanten Westeingang der Messe war für die Fahrplanperiode 2019/20 geplant, wurde jedoch erst Ende 2021 in Betrieb genommen.

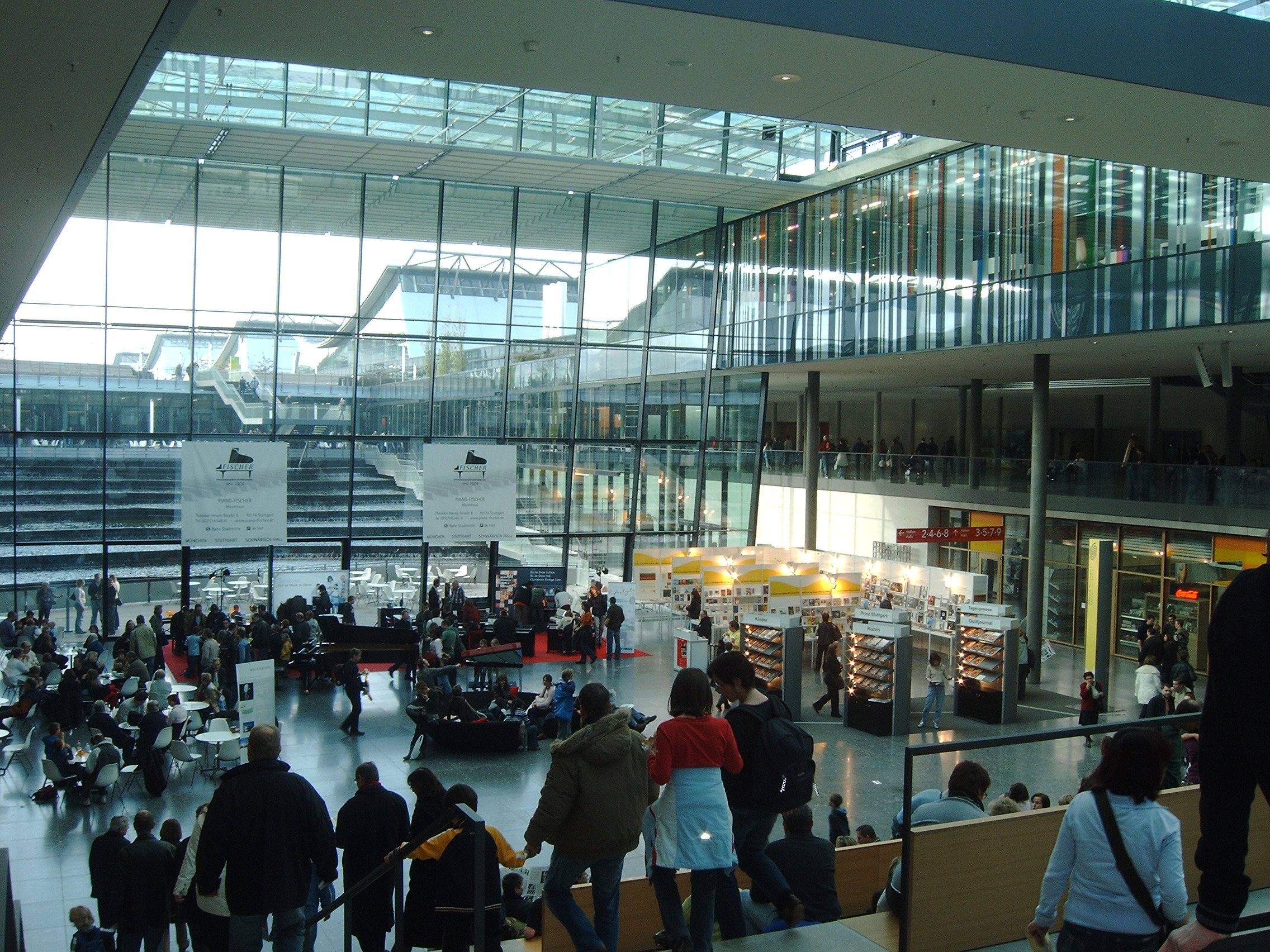
Atrium
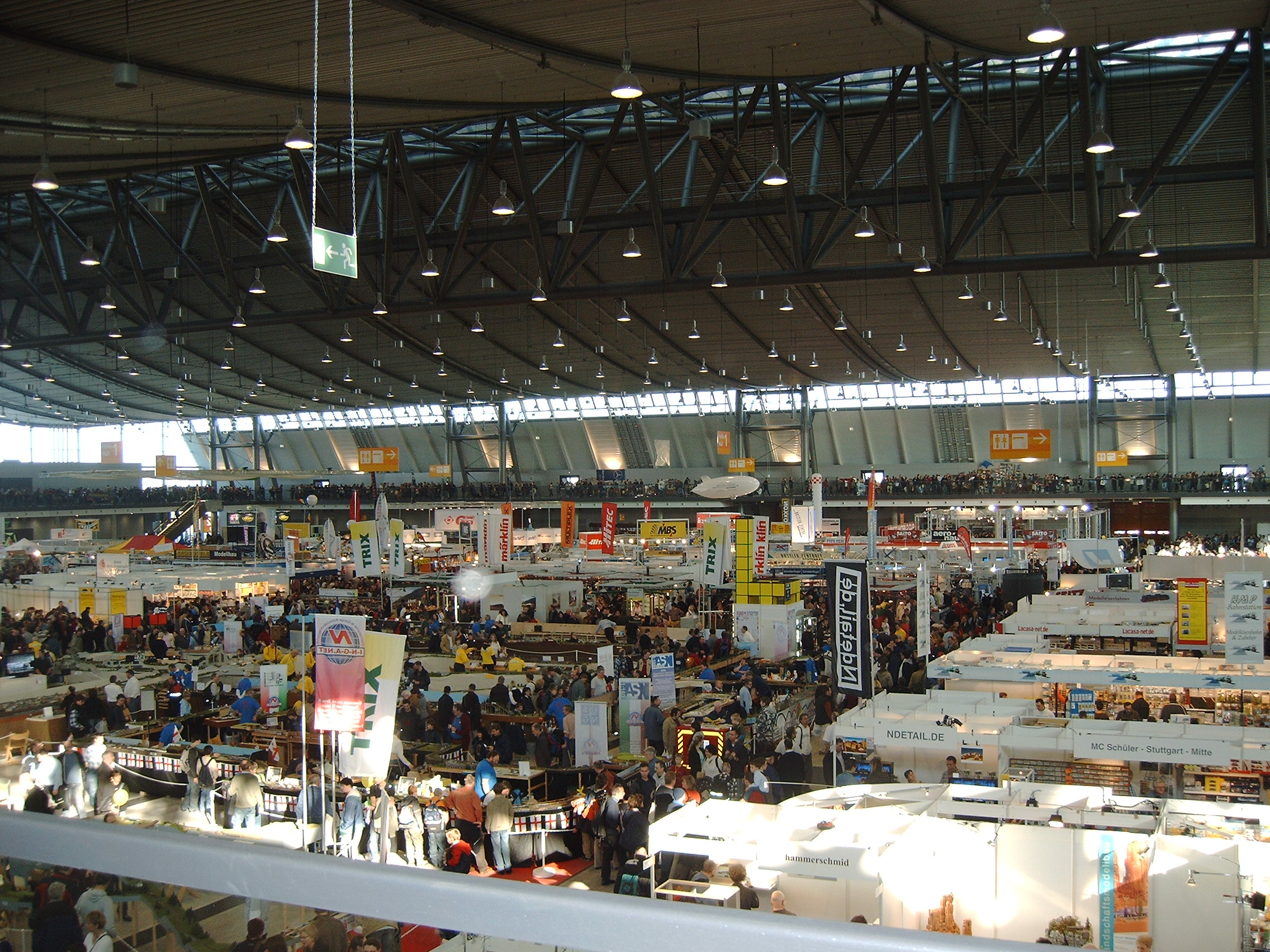
Halle 1 während der „Modellbau Süd“ im Herbst 2007
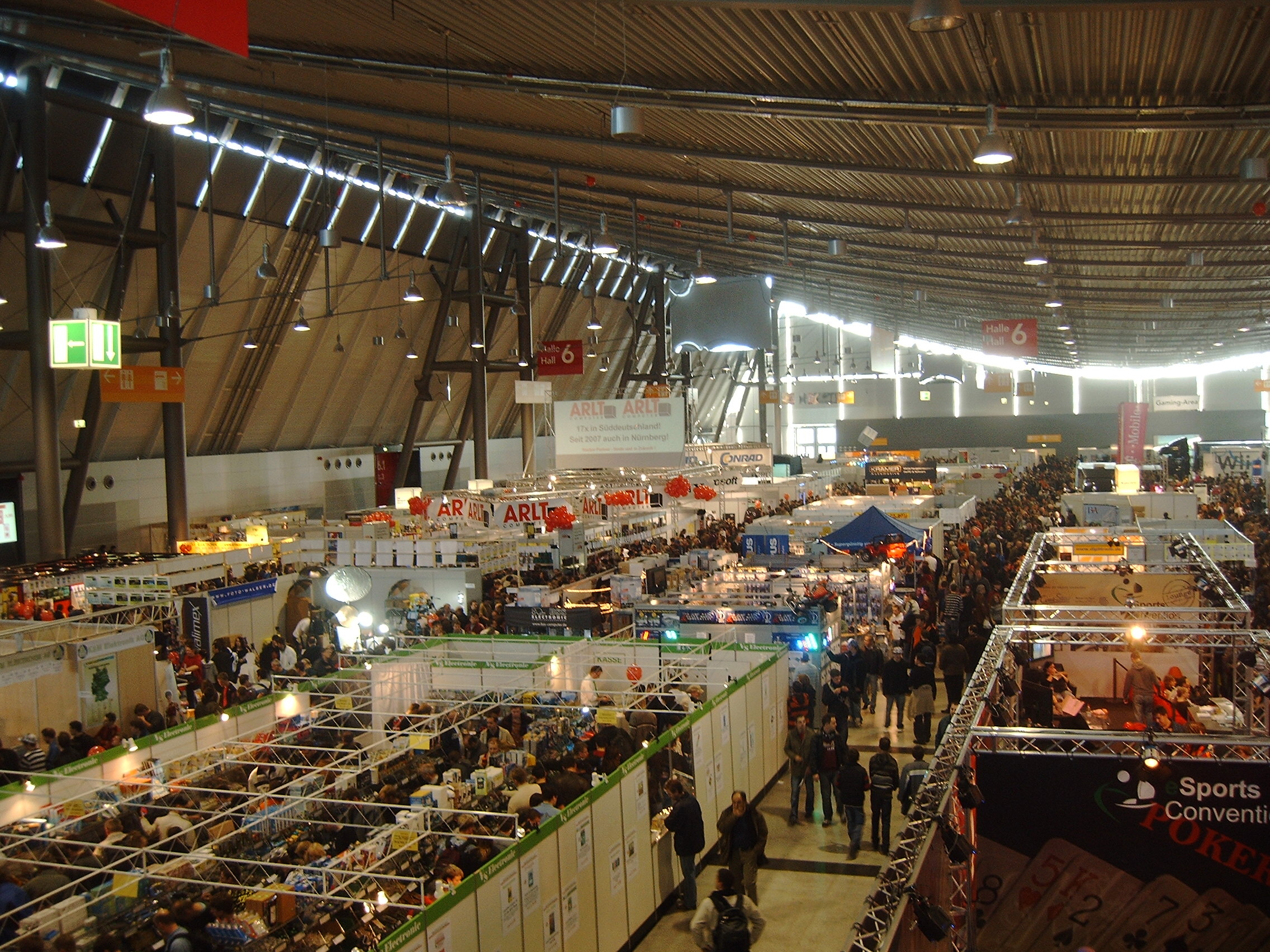
Halle 6 während der „Hobby & Elektronik“ im Herbst 2007
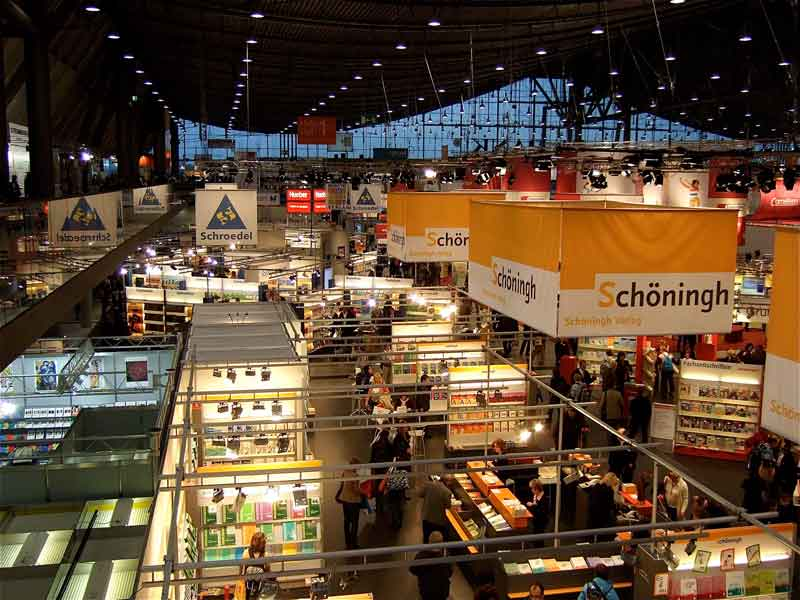
Halle 1 während der „didacta“ im Februar 2008
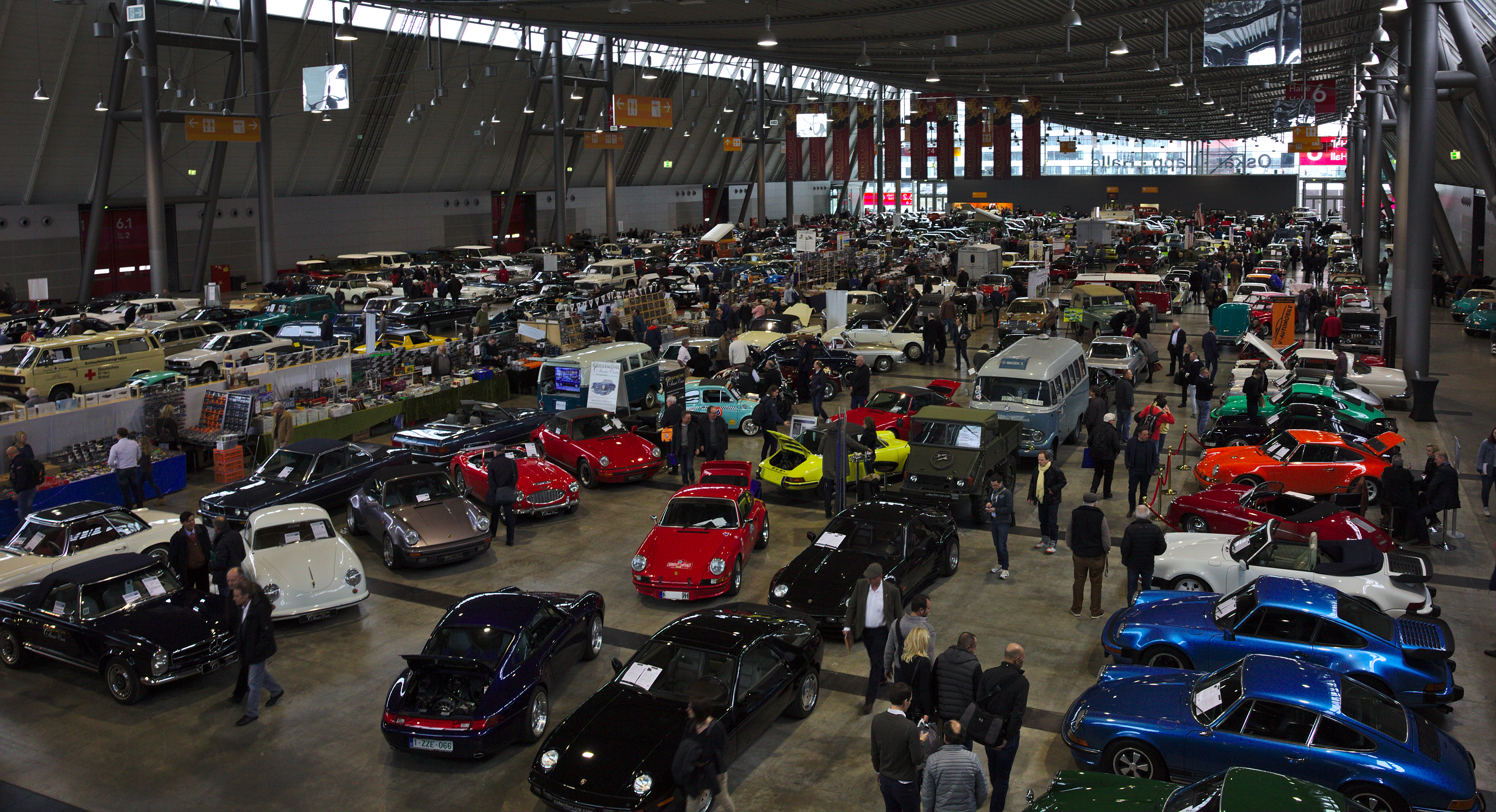
Halle 6 während der Retro Classics im März 2018
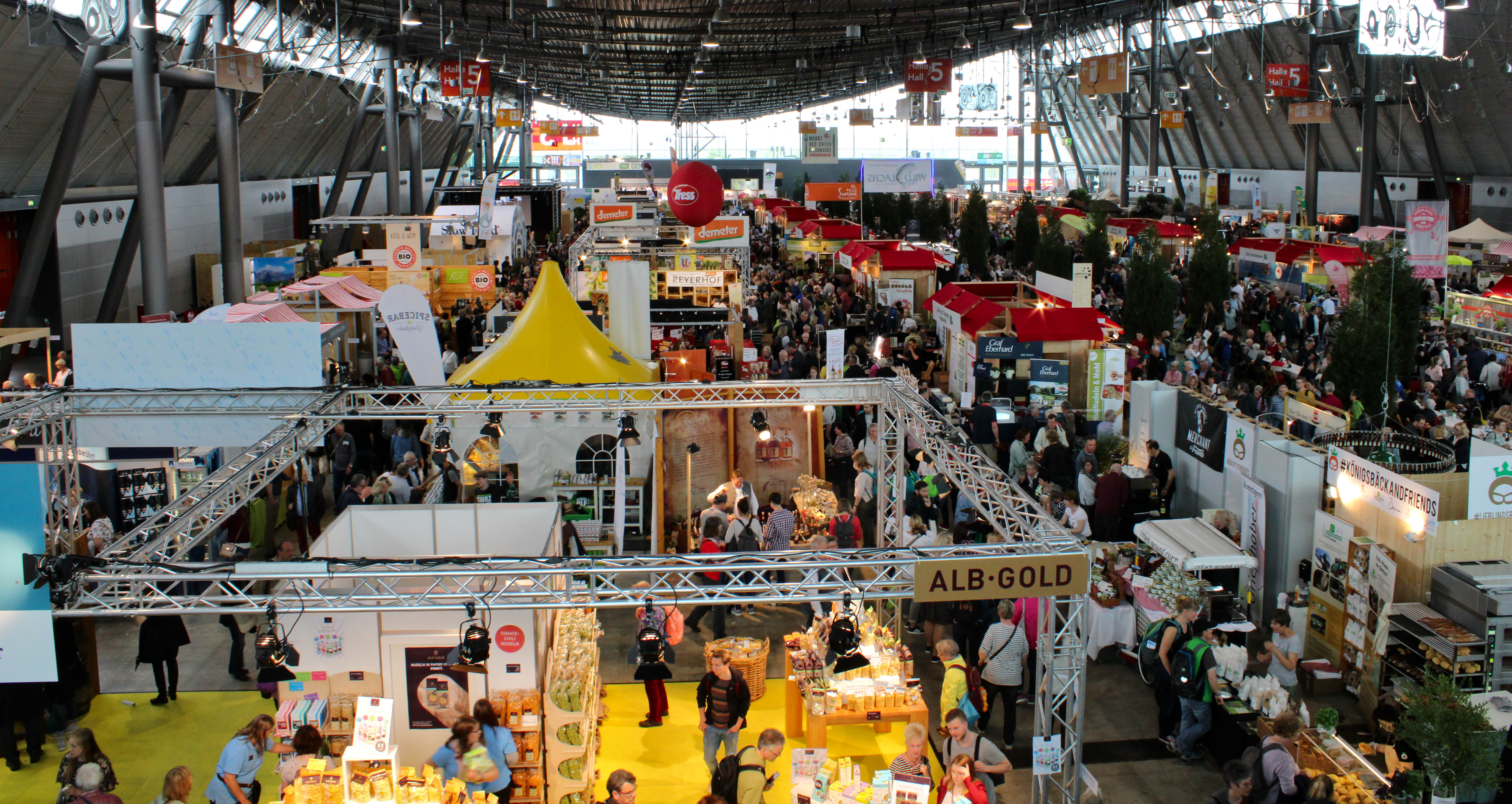
Halle 5 während den Frühjahrsmessen im April 2019
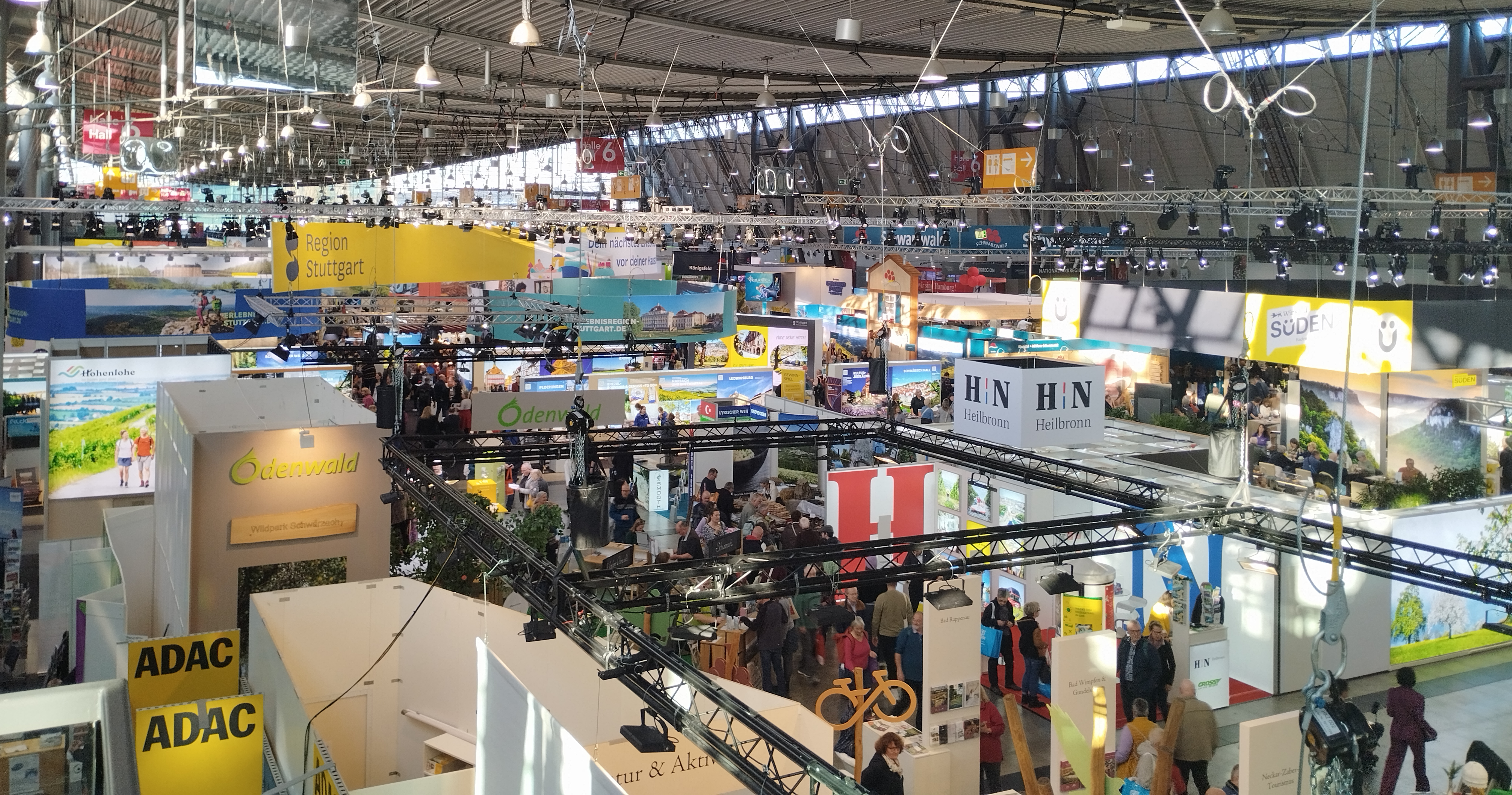
Halle 6 während der CMT im Januar 2025
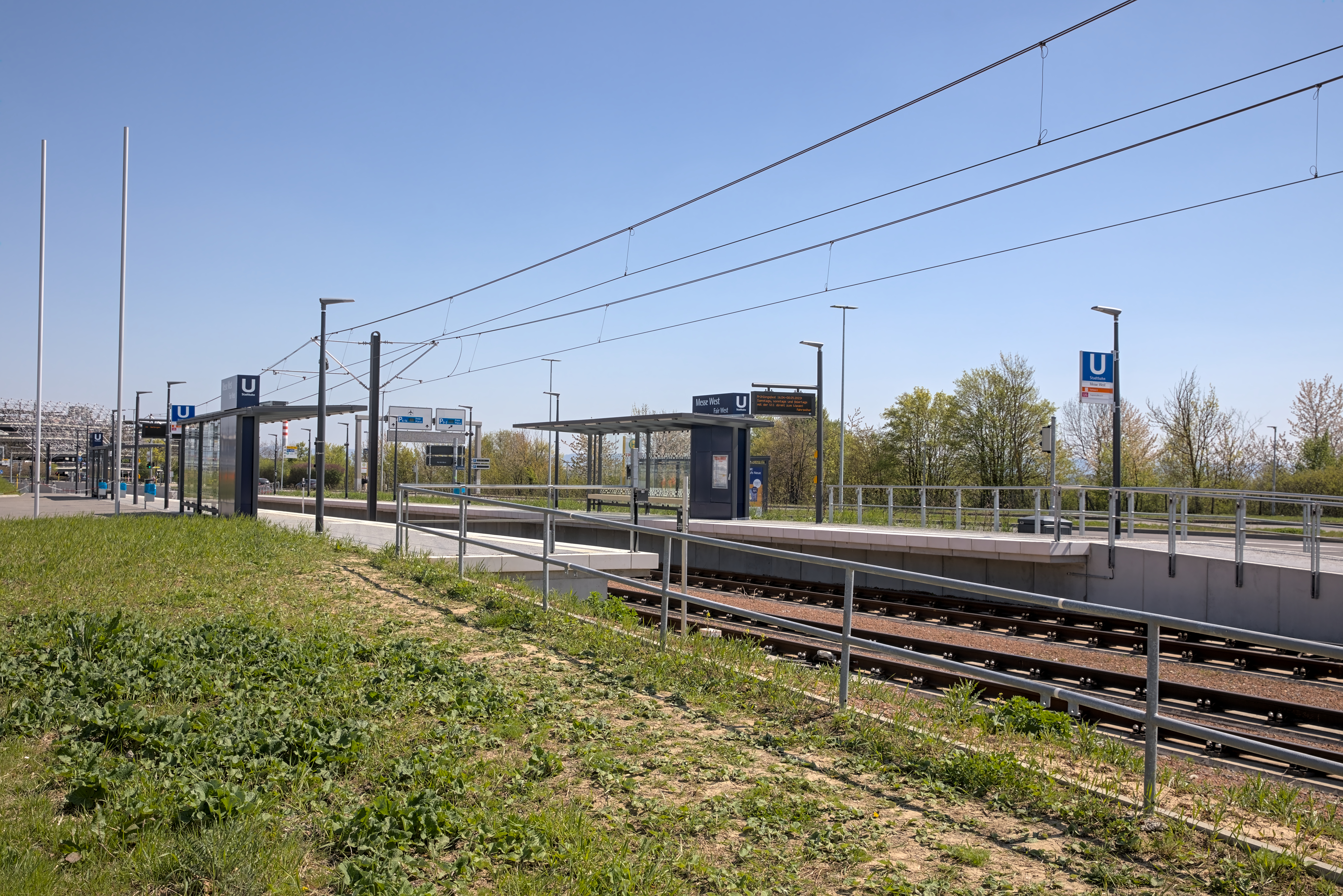
Stadtbahnhaltestelle „Messe West“

### Messepark

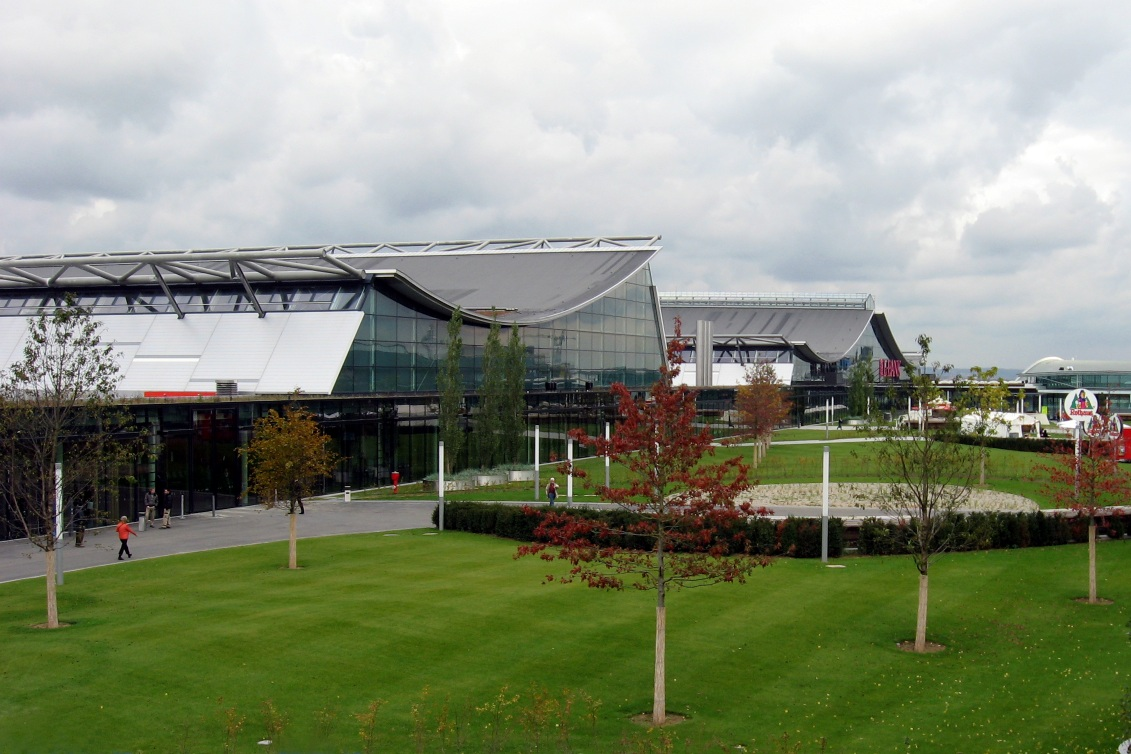
Messepark

Zwischen dem ICS sowie den Hallen 4, 6 und 8 auf der Südseite und den Hallen 1, 3, 5, 7 und 9 auf der Nordseite des Messegeländes erstreckt sich der 28.000 m² große Messepark über drei Ebenen. Er ist nur während Messeveranstaltungen zugänglich. Die Namensrechte am „Rothauspark“ wurden von der Brauerei Rothaus erworben.

### Parkhaus

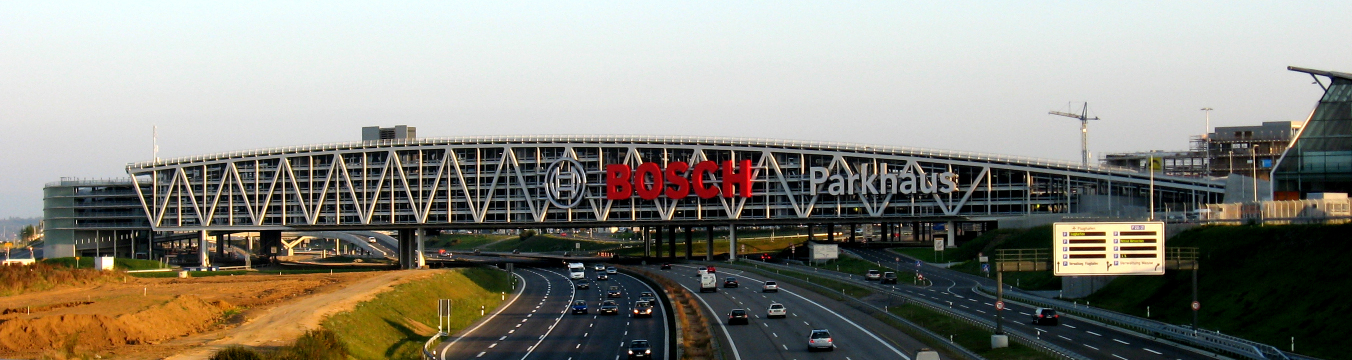
Nordseite des Parkhauses

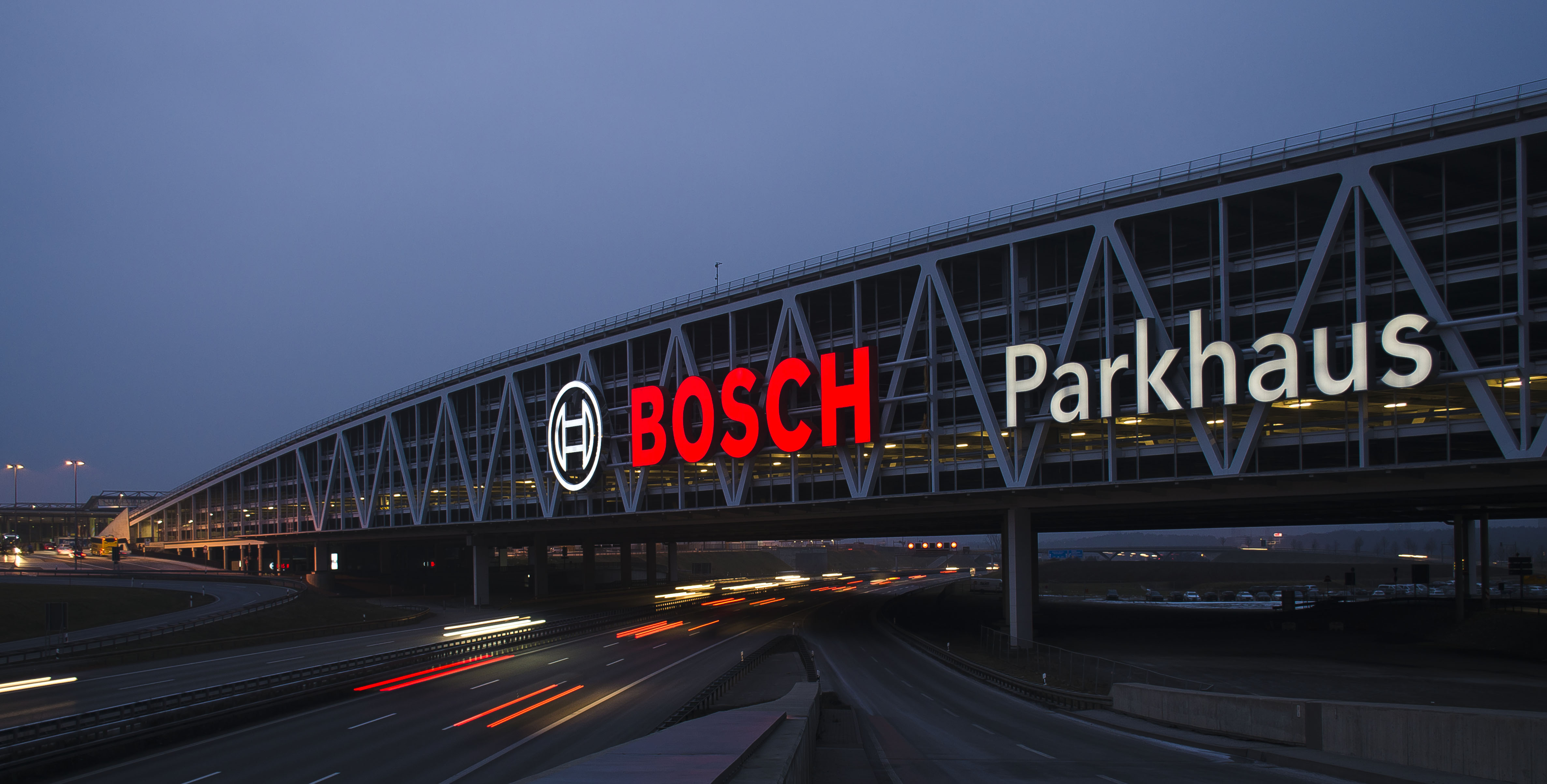
Südseite des Parkhauses

Ein auffälliger Bestandteil der neuen Messe ist das aus zwei „Fingern“ bestehende, über die A 8 gespannte Parkhaus. Die Anlage kostete 73 Millionen Euro und bietet auf fünf Stockwerken 4.200 Fahrzeugen Platz. Von der 440 Meter langen, 100 Meter breiten und 22 Meter hohen Konstruktion verlaufen 100 Meter stützungsfrei in 10 Meter Höhe über der Autobahn, die Autobahnanschlussstelle und die geplante Schnellbahntrasse. Zwischen den beiden Fingern, auf Höhe der ersten Parkebene, verläuft ein Fußweg zur Messe. Das Parkhaus wurde vom Flughafen Stuttgart finanziert, da für die Parkflächen eine Mischnutzung (Messebesucher sowie Fluggäste) vorgesehen ist.
Aufgrund der beschränkten Platzverhältnisse und um eine Behinderung der A8 möglichst auszuschließen, wurde das Parkhaus mit dem Taktschiebeverfahren über die Autobahn geschoben. Die Verschübe fanden über laufendem Verkehr statt.
Die Robert Bosch GmbH hat die Namensrechte am Parkhaus erworben, das daher offiziell den Namen „Bosch-Parkhaus“ trägt und auf beiden Seiten mit Bosch-Schriftzügen versehen ist. Jeder Buchstabe des 55 Meter langen und 8 Meter hohen Logos wiegt rund vier Tonnen, der stilisierte Zündanker misst 12 Meter im Durchmesser und ist 12 Tonnen schwer. Es handelt sich damit momentan um eine der größten Leuchtreklamen der Welt und nach dem unbeleuchteten Hollywood Sign um den weltweit zweitgrößten Schriftzug. 18.000 weiße und rote Leuchtdioden sorgen für eine Beleuchtung, die sich automatisch den Lichtverhältnissen anpasst und weder Autofahrer blenden, noch nachtaktive Insekten irritieren soll.
Das Parkhaus ist nach Angaben des baden-württembergischen Rechnungshofes mit Kosten von mehr als 19.000 Euro je Stellplatz nicht wirtschaftlich zu betreiben. Die Auslastung der Tiefgarage betrage selbst während großer Messen weniger als zehn Prozent. Die Landesmesse hätte nach Angaben des Rechnungshofes ohne qualitative Abstriche 46 Millionen Euro günstiger realisiert werden können.

## Messen
Der Messebereich unterteilt sich in Eigen- und Gastveranstaltungen. Eine weitere Kategorisierung stellt das Zielpublikum dar. Es wird unterschieden zwischen Fachmessen und Publikumsveranstaltungen.
Die fünf großen, jährlich stattfindenden Publikumsveranstaltungen sind:
- Die CMT – Caravan, Motor und Touristik – im Januar[22]
- Retro Classics[23]
- Die Frühjahrsmessen:[24]
  - Garten outdoor .ambiente[25]
  - Markt des guten Geschmacks – die Slow Food Messe[26]
  - Fair Handeln[27]
  - auto motor und sport i-mobility[28]
  - Yogaworld[29]
  - Mineralien, Fossilien und Schmuck[30]
  - Haus | Holz | Energie[31]
  - Kreativ
- Comic Con Stuttgart
- Zum Stuttgarter Messeherbst[32] gehören die Messen
  - Familie und Heim
  - Mineralien, Fossilien, Schmuck
  - ANIMAL
  - MODELL SÜD
  - KREATIV
  - SPIELEMESSE
  - Babywelt
  - eat & STYLE und
  - veggie & frei von

Zum Stuttgarter Fachmessen-Portfolio gehören internationale Leitmessen wie die Control (Qualitätssicherung), die Ausstellung für Metallbearbeitung (AMB), Motek (Internationale Fachmesse für Produktions- und Montageautomatisierung), Bondexpo (industrielle Klebetechnologie), Interbad, Intervitis Interfructa Hortitechnica (Wein, Saft und Sonderkulturen), Invest (Finanzen und Geldanlage), LASYS (Laser-Materialbearbeitung), Logimat (Distribution, Material- und Informationsfluss), Medizin und TheraPro, Moulding Expo (Werkzeug-, Modell- und Formenbau), Pflege Plus, R+T (Rollladen, Tore und Sonnenschutz), Tekom Herbsttagung, TV TecStyle Visions (Textilveredlung und Promotion), Vision, Intergastra und Gelatissimo sowie die Südback. Außerdem findet im Zweijahresturnus die Blechexpo / Schweisstec (internationale Fachmesse für Blechbearbeitung) statt.
Als regionale Handwerksmessen werden die Eltefa (Elektrotechnik), Fachdental Südwest und SÜFFA (Fleisch) veranstaltet.

## Betreibergesellschaft
Betrieben wird die Messe von der Landesmesse Stuttgart GmbH (LMS). Sie ist der größte Messe- und Kongressbetreiber Baden-Württembergs und gehört der Stadt Stuttgart und dem Land Baden-Württemberg zu je 50 Prozent. Geschäftsführer sind Roland Bleinroth und Stefan Lohnert. Aufsichtsratsvorsitzende ist Ministerin Nicole Hoffmeister-Kraut. Die Messegesellschaft ist Mitglied der Gemeinschaft Deutscher Großmessen e. V. und belegte 2018 gemessen am Umsatz hinter der Messe Frankfurt, der Messe München, der Messe Berlin, der KölnMesse, der Messe Nürnberg, der Deutschen Messe und der Messe Düsseldorf Platz 8 in Deutschland.

## Sonstiges
Die Baustelle der Neuen Messe war Schauplatz des Tatort-Krimis „Bienzle und die große Liebe“.